# فابيان مكارثي
فابيان مكارثي (بالإنجليزية: Fabian McCarthy)‏ هو لاعب كرة قدم جنوب أفريقي في مركز الدفاع، ولد في 13 مايو 1977 في فرايبورغ ‏ في جنوب أفريقيا. شارك مع منتخب جنوب أفريقيا لكرة القدم. أما مع النوادي، فقد لعب مع ماميلودي صن داونز وموروكا سوالوز ونادي بلومفونتين سيلتيك ونادي كايزر تشيفز ونادي مبومالانجا بلاك أسأت.

## وصلات خارجية
- فابيان مكارثي على موقع الاتحاد الدولي (مؤرشف)  (الإنجليزية)
- فابيان مكارثي على موقع قاعدة بيانات كرة القدم.إي يو (الإنجليزية)
- فابيان مكارثي على موقع ناشيونال فوتبول تيمز (الإنجليزية)
- فابيان مكارثي على موقع أوليمبيديا (الإنجليزية)